# Manuel Petrovic
Manuel Petrovic (* 24. Mai 2004) ist ein österreichischer Fußballspieler.

## Karriere
Petrovic begann seine Karriere beim SV Wienerfeld. Zur Saison 2015/16 wechselte er zum SV Wienerberg. Zur Saison 2018/19 schloss er sich dem 1. Simmeringer SC an. Zur Saison 2020/21 rückte er in den Kader der ersten Mannschaft der Simmeringer auf. Bis zur Winterpause absolvierte er neun Partien für Simmering in der fünftklassigen 2. Landesliga, in denen er ein Tor erzielte.
Im Februar 2021 wechselte Petrovic innerhalb der 2. Landesliga zu den Amateuren des Floridsdorfer AC. Ohne für die Amateure gespielt zu haben, debütierte er im Mai 2021 bei seinem Kaderdebüt für die Profis der Wiener in der 2. Liga, als er am 30. Spieltag der Saison 2020/21 gegen den FC Dornbirn 1913 in der 81. Minute für Anthony Schmid eingewechselt wurde. Dies sollte sein einziger Einsatz bleiben, in Folge zählte er zwar ab der Saison 2021/22 fest zum Profikader, kam aber nur noch für die Reserve zum Einsatz.
Im Februar 2023 wechselte er dann zum Regionalligisten ASV Siegendorf. Für Siegendorf kam er zu drei Einsätzen in der Regionalliga, aus der er zu Saisonende mit dem Team aber abstieg. Daraufhin verließ Petrovic die Burgenländer wieder.